# Bhandigadi, Koppa
Bhandigadi là một làng thuộc tehsil Koppa, huyện Chikmagalur, bang Karnataka, Ấn Độ.